# Linia Jireček

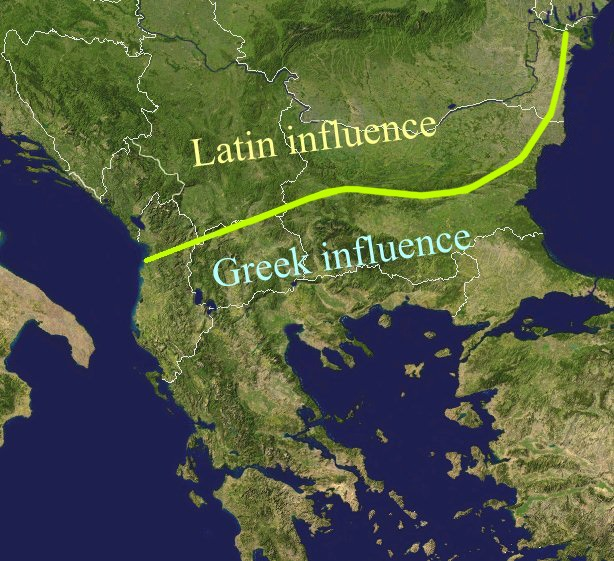

Linia Jireček este o linie imaginară prin Balcani, despărțind zonele de influență ale limbilor latină (în nord) și greacă (în sud). Pornește din apropiere de orașul Laçi din Albania de astăzi către Serdica (astăzi Sofia, în Bulgaria) și apoi urmează Munții Balcani către Dobrogea, cuprinzând litoralul cu cetățile Callatis, Tomis, Histria, Argamum și Aegyssos. Totuși linia nu este exactă, existând numeroase minorități latinofone (aromâni ș.a.) în Grecia, Albania, Macedonia și Bulgaria. 
Amplasarea liniei se bazează pe descoperirile arheologice: majoritatea inscripțiilor descoperite la nord de linie erau scrise în latină, iar majoritatea inscripțiilor din sud erau în greacă.
Această linie este importantă pentru stabilirea locului unde s-au format popoarele balcanice. De asemenea, ajută la clarificarea formării și originii poporului român (vezi Originea românilor), deoarece este considerat improbabil ca un popor latin să se fi format la sud de ea. Totuși la sud trăiesc aromânii și meglenoromânii. Lucrările mai recente ale unor istorici români consideră că limba și poporul român s-au format pe un spațiu mai mare decât al fostei Dacii. Vlad Georgescu a scris că spațiul cuprindea  atât Dacia cât și zona munților Balcani și coasta  Mării Negre . Ioan Aurel Pop consideră de asemenea că poporul și limba română s-au format atât la nord, cât și la sud de Dunăre.
A fost definită pentru prima oară de un istoric ceh, Konstantin Jirecek în 1911 într-o istorie a popoarelor slave.